# Cream soda
「cream soda」（クリーム・ソーダ）は、1997年9月21日に発売されたSUPERCARのデビューシングル。

## 解説
- メジャーデビューシングル。200曲以上ものストックの中から選ばれた3曲を収録。
- ジャケットに描かれた車はイタリアの工業デザイナー、ジョルジェット・ジウジアーロがデザインしている。
- PVで使われた車は所ジョージ所有の車を借りて撮影された。

## 収録曲
1. cream soda (3:13)
2. (Am I) confusing you? (4:41)
結成1ヶ月で書かれた曲。
3. Love Song (3:50)
ボーカルはフルカワミキが担当。

全作詞：石渡淳治　作曲：中村弘二　編曲：SUPERCAR